# Bożena Zientarska
Bożena Zientarska, po mężu Markiewicz (ur. 14 listopada 1952 w Zielonej Górze) – polska lekkoatletka sprinterka, wicemistrzyni Polski i olimpijka.

## Kariera
Specjalizowała się w biegu na 400 metrów. Uczestniczyła w mistrzostwach Europy juniorów w 1970 w Paryżu, gdzie zdobyła dwa srebrne medale: w biegu na 400 metrów oraz w sztafecie 4 × 400 metrów (razem z nią biegły Aniela Szubert, Krystyna Lech i Danuta Gąska). W finale Pucharu Europy w 1970 w Budapeszcie zajęła 5. miejsce w sztafecie 4 × 400 m. Na mistrzostwach Europy w 1971 w  Helsinkach odpadła w eliminacjach na 400 m oraz zajęła 5. miejsce w sztafecie 4 × 400 m (w składzie: Zientarska, Elżbieta Skowrońska, Danuta Piecyk, Krystyna Hryniewicka). 
Startowała na igrzyskach olimpijskich w 1972 w Monachium, gdzie odpadła w przedbiegach na 400 m, a sztafeta 4 × 400 m w składzie: Zientarska, Skowrońska, Kacperczyk, Piecyk zgubiła w eliminacjach pałeczkę.
Była wicemistrzynią Polski w biegu na 400 m w 1971 oraz brązową medalistką w 1972. W latach 1971–1972 czterokrotnie poprawiała rekord Polski w sztafecie 4 × 400 m, doprowadzając go do wyniku 3:31,3 (10 sierpnia 1972, Warszawa).
W latach 1970–1972 startowała w dziewięciu meczach reprezentacji Polski (13 startów), odnosząc 1 zwycięstwo indywidualne.
Rekordy życiowe:
- bieg na 100 metrów – 12,1 (27 maja 1972, Nowa Sól)
- bieg na 200 metrów – 24,2 (11 maja 1972, Warszawa)[9][10]
- bieg na 400 metrów – 53,88 (pomiar elektroniczny, 18 sierpnia 1971, Warszawa)[11] i 53,5 (pomiar ręczny, 29 lipca 1972, Warszawa)[9][12]
- bieg na 800 metrów – 2:15,6 (24 września 1972, Zielona Góra)

Była zawodniczką Stadionu Zielona Góra (1968-1972) i Lumelu Zielona Góra (1973-1975).
Ukończyła Szkołę Podstawową nr 6 w Zielonej Górze oraz Zespół Szkól Ekonomicznych w Zielonej Górze.